# Чарльз Венчестер Дю-Буше
Чарльз Венчестер Дю-Буше (англ. Charles Winchester Du Bouche; 1868, Париж — 1946, Бостон) — американський хірург та дипломат. Консул США в Одесі у 1905 р.

## Життєпис
Народився в Парижі в 1868 році. Його батько працював дантистом-хірургом при дворі Наполеона III, мати була американською підданою. Після закінчення приватної школи в Парижі, Чарльз Дю-Буше вступає на медичний факультет Паризького університету, де успішно поєднав навчання з роботою в клініках знаменитих професорів — Террі і Потена. Після успішного закінчення університету він протягом декількох років вдосконалювався у відомих Європейських клініках і наукових лабораторіях у видатних науковців: Луї Пастера, Луї Антуан Ранв'є, Еміля Теодора Кохера. Підсумком його стажувань у провідних клініках Європи було написання і захист докторської дисертації в 1897 році.
Під час навчання в Парижі в університеті Сорбонна, Чарльз Дю-Буше познайомився зі студенткою з Одеси Людмилою Василівною Орловою — донькою одного з організаторів Одеської консерваторії, голови Одеського відділення музичного товариства, почесного мирового судді Василя Орлова. У 1889 році вони одружилися.
У 1897 році сім'я Дю-Буше переїхала до Одеси і жила з початку по вулиці Єлісаветинській, 7. Пізніше вони переїхали в будівлю по вулиці Ясній. Чарльз Дю-Буше почав працювати в міській лікарні ординатором хірургічного відділення. У 1902 році Чарльзу Дю-Буше було дозволено відкрити в Отраді на вулиці Ясній приватну хірургічну і гінекологічну клініку. Крім амбулаторії, в клініці було стаціонарне відділення для 10 хворих, які потребували хірургічної допомоги. Дю-Буше надавав і безкоштовну медичну допомогу всім, хто цього потребував.
Крім хірургічної діяльності, Чарльз Дю-Буше захоплювався вітрильним спортом, був членом Чорноморського яхт-клубу. Разом з ним членом цього клубу був тоді й Філатов Володимир Петрович, згодом видатний офтальмолог, академік.
У 1905 році — протягом деякого часу виконував функції віце-консула США в Одесі.
Під час антиурядових рухів 1905 року Чарльз Дю-Буше надавав медичну допомогу демонстрантам і пораненим у вуличних боях. Часто ховав їх у своїй лікарні від поліції. Тоді ж він врятував Сергія Уточкіна, якому довелося зробити складну операцію після удару ножем. Дружина Людмила брала участь у розповсюдженні «Іскри». Наприкінці 1950-х років при ремонті будинку на горищі виявили документи Одеського комітету РСДРП, що відносяться до 1906 року.
У грудні 1905 року Чарльз Дю-Буше таємно відправив дружину з дітьми в Женеву. Під таємним наглядом поліції Дю-Буше продовжував свою лікарську і громадську діяльність. Однак в 1908 році, після арешту і вигнання з імперії, забрав свою сім'ю з Женеви і переїхав до Парижу.
У 1914 році — організував американський госпіталь у передмісті Парижа — Нейї.
З 1917 року він працював хірургом-консультантом американської армії.
У 1929 році Дю-Буше році очолив будівництво зразкової лікарні в Сорек (західне передмістя Парижа), яка була відкрита в 1936 році й стала однією з кращих лікувальних установ Франції. У 1956 році у вестибюлі цієї лікарні було встановлено його скульптура. Чарльз Дю-Буше тривало прожив у Франції, але був американським громадянином.
Під час Другої Світової війни Дю-Буше поїхав в США, в Бостон. Він активно співпрацював з Товариством Червоного Хреста США і Товариством США-СРСР, організовуючи матеріально-фінансову допомогу СРСР. Помер у 1946 році в Бостоні.

## Нагороди та відзнаки
- Орден «Почесного Легіону» (Франція).